# Bubble Bobble
Bubble Bobble (バブルボブル?, Baburu Boburu) è un videogioco arcade platform prodotto dalla Taito nell'agosto 1986 e distribuito dalla Romstar due mesi più tardi negli Stati Uniti.
Ha come protagonisti due piccoli draghi chiamati Bub e Bob, capaci di sputare bolle. Fu un grandissimo successo in tutto il mondo e venne poi convertito per un gran numero di home computer e console. Ha anche dato inizio a una lunga serie di seguiti e titoli correlati.

## Trama
Il malvagio Baron Von Blubba, per ordine di Grumple Grommit (noto anche come Super Drunk), ha rapito le sorelle Betty e Patty, le fidanzate dei due fratelli Bubby e Bobby (inizialmente umani) e ha trasformato questi in draghetti sputabolle (Bub e Bob, i due fratelli protagonisti, e Peb e Pab, le loro fidanzate). Lo scopo dei due fratelli è pertanto quello di completare tutti i 100 livelli del gioco, corrispondenti a caverne con forme geometriche sempre più in profondità nel sottosuolo, per poter poi affrontare Super Drunk, salvare le loro ragazze e ritornare nelle loro forme umane. Se Super Drunk viene sconfitto, la storia finirà con Bubby e Bobby che si riuniscono felicemente con le loro fidanzate e con i loro genitori.

## Modalità di gioco
Il gioco è per giocatore singolo o per due in cooperazione simultanea. I due piccoli draghi, Bub (verde) e Bob (blu), devono farsi strada fra 100 livelli platform a schermata fissa popolati da mostri. Lo scopo di ogni livello è quello di sterminare tutti i mostri presenti sullo schermo per poter avanzare al successivo.
I due draghi possono camminare orizzontalmente e saltare, e hanno come unica arma la loro capacità di sputare bolle, che viaggiano orizzontalmente per un breve tratto e poi fluttuano lentamente per lo schermo. Quando viaggiano orizzontalmente appena sparate, le bolle possono catturare i nemici e li rendono innocui e vulnerabili: una volta che il nemico è imprigionato all'interno, il giocatore può far scoppiare la bolla andandole addosso, eliminando così il mostro e guadagnando punti. I mostri uccisi in tal modo si trasformano anche in frutta che cade in luoghi casuali dello schermo e può essere raccolta per ulteriori punti. Le bolle tra loro vicine, vuote o piene che siano, si scoppiano tutte insieme in una reazione a catena; se in tal modo si uccidono più nemici insieme, si ottengono molti più punti e frutta migliore.
Poiché è possibile saltare sopra le bolle senza farle scoppiare (ma non è possibile rimanerci fermi sopra), le bolle possono anche servire come piattaforma per poter raggiungere zone del livello altrimenti irraggiungibili.

### Nemici
Ci sono diversi tipi di nemici che cambiano a seconda del livello, ognuno con proprie caratteristiche di comportamento, abilità, velocità, ecc. Entrare in contatto con questi mostri causerà l'immediata perdita di una vita.
Se il giocatore tarda nell'uccidere i mostri, comparirà la scritta Hurry Up (traducibile in "Sbrigati") e i nemici che popolano lo schermo cambieranno il loro colore verso il rosso e aumenteranno la loro velocità e, poco tempo dopo, apparirà un'invincibile balena bianca che, muovendosi a scatti, porterà alla perdita istantanea di una vita qualora entri in contatto con un draghetto.
Un altro evento che può far "arrabbiare" un nemico consiste nell'evasione dei mostri dalle bolle in cui erano imprigionati.
Le bolle infatti non sono eterne ma in un certo lasso di tempo svaniranno, più tempo passa più la bolla tenderà al rosso fino a dissolversi definitivamente.
Ci sono 8 specie di mostri differenti, più il boss finale e due creature invincibili. I nomi non sono visibili nel gioco, ma compaiono nei manuali originali. In ordine di apparizione:
- Bubble Buster (in giapponese "Zen-Chan"): nemici a forma di scatola con una chiavetta per la carica, con una mobilità media e una discreta abilità nel salto.
- Stoner (in giapponese "Mighta"): creature dagli occhi rossi, tunica bianca e bastone da mago. Possiedono una mobilità media, discreta abilità nel salto e hanno la possibilità di sparare orizzontalmente grossi macigni.
- Beluga (in giapponese "Monsta"): mostriciattoli volanti violacei simili a piccole balene. Il loro unico movimento consiste nel rimbalzare addosso ai muri dello schermo.
- Hullabaloon (in giapponese "PulPul"): nemici simili a orsetti con un'elica in testa. Volano più lentamente dei Beluga ma possono controllare meglio la loro traiettoria.
- Incendo (in giapponese "Hidegons"): mostriciattoli molto veloci ma dotati di una scarsa elevazione. Possono sparare come gli Stoner, ma a differenza di questi ultimi non devono necessariamente fermarsi per poter sparare.
- Coiley (in giapponese "Banebou"): nemici simili a funghi possono muoversi soltanto facendo piccoli salti per mezzo della molla che hanno al posto delle gambe.
- Willy Whistle (in giapponese "Drunk"): mostriciattoli umanoidi molto veloci e con elevata capacità di salto. Attaccano lanciando bottiglie che rimbalzano sui muri e tornano indietro come un boomerang. Il boss finale è modellato su questi personaggi ma viene chiamato Grumple Grommit.
- Super Socket (in giapponese "Invader"): creature simili a prese elettriche, simili agli alieni di Space Invaders. Simile è infatti anche la loro modalità di attacco: veloci ma limitati al solo movimento destra-sinistra, possono sparare soltanto verticalmente verso il basso.
- Baron von Blubba (in giapponese "Skel-Monsta"): è il mostro invincibile che appare allo scadere del limite di tempo previsto per ogni schermo. Può passare attraverso qualunque muro e insegue inesorabilmente il giocatore fino alla sua dipartita oppure al completamento dello schermo.
- Grumple Grommit (o Super Drunk): il nemico finale, unico boss del gioco, che si trova al 100º livello. L'unico modo per sconfiggerlo è usare le magie presenti nell'area di gioco.

### Armi e bonus
In alcuni livelli appariranno delle bolle speciali che faranno beneficiare il giocatore di numerosi bonus:
- Le bolle con all'interno una lettera doneranno una vita extra una volta formata la scritta "EXTEND".
- Le bolle piene d'acqua, se scoppiate, faranno cadere in gioco un torrente che, partendo in direzione opposta a quella del draghetto, travolgerà i nemici trasformandoli in diamanti blu da 7000 punti.
- Le bolle con all'interno una folgore, se scoppiate, lanceranno in orizzontale e nella direzione opposta a quella del draghetto delle scariche elettriche che trasformeranno i nemici in diamanti gialli da 8000 punti.
- Le bolle contenenti delle fiamme faranno cadere a terra un tappeto infuocato che tramuterà tutti i nemici con cui entrerà in contatto in diamanti rossi da 9000 punti.
- Una bolla molto rara rossa con un fulmine lampeggiante donerà 100.000 punti al giocatore e abiliterà il personaggio principale a sputare palle di fuoco per i successivi 6 livelli.

In ogni livello appariraranno, in punti fissi prestabiliti e anche in momenti diversi, due oggetti di cui uno se raccolto darà al giocatore solo un certo numero di punti, l'altro darà al giocatore un determinato potenziamento (uno solo dei due draghetti potrà raccogliere l'oggetto che appare in un determinato livello):
- Le scarpe aumenteranno la velocità e il salto del giocatore per tutta la durata della vita corrente.
- La caramella blu aumenterà la velocità delle bolle sparate dal giocatore per tutta la durata della vita corrente.
- La caramella viola aumenterà la gittata delle bolle per tutta la durata della vita corrente.
- La caramella gialla aumenterà la frequenza delle bolle per tutta la durata della vita corrente.
- La lampada gialla donerà i bonus di tutte e tre le caramelle sopraindicate per tutta la durata della vita corrente.
- La croce rossa permetterà al giocatore di sputare fuoco anziché bolle fino alla fine del livello, il fuoco travolgerà i nemici producendo diamanti e proseguirà oltre.
- La croce gialla farà piovere dallo schermo giganteschi fulmini che uccideranno qualunque mostro incrociato producendo diamanti.
- La croce blu allagherà il livello spazzando via ogni mostro producendo diamanti.
- La lampada viola ucciderà istantaneamente tutti i nemici trasfigurandoli in diamanti rossi da 9000 punti.
- Una collana che farà girare per lo schermo una pallina fino a quando tutti i mostri saranno uccisi.
- La bomba che tramuterà tutti i mostri in diamanti blu scuro da 10.000 punti.
- Un libro che causerà un terremoto che annienterà ogni mostro.
- Un cuore luminoso che immobilizzerà sul posto tutti i nemici del livello, rendendoli inoltre vulnerabili al solo tocco da parte di Bub e/o Bob.
- Una pozione (ampolla con liquido colorato) che farà scomparire i nemici e riempirà il livello di oggetti tutti uguali da raccogliere (es. quadrifogli per la pozione verde); ciascun oggetto raccolto entro i 30 secondi successivi darà 500 punti e se verranno raccolti tutti daranno 100.000 punti al giocatore che ne ha raccolto la maggior parte e 50.000 all'altro.
- Un ombrello che permetterà il superamento istantaneo di alcuni livelli di gioco (in base al colore dell'ombrello).
- Un teschio che rende tutti i nemici aggressivi. Il teschio appare molto raramente.
- Un portale che, se non si è mai morti, compare ai livelli 20, 30 e 40 e che permetterà di accedere ad una stanza segreta piena di diamanti da 10.000 punti e di saltare il livello successivo.
- Un portale dall'aspetto blindato che compare al livello 50 se non si è mai morti dall'inizio e permette di saltare di colpo 20 livelli.

## Storia
Il gioco venne partorito dalla mente di Fukio Mitsuji (nella classifica punteggi firmato con MTJ), dipendente della Taito, che nel 1986 ideò i due personaggi Bub & Bob. Il nome nasce infatti dall'unione fra la parola inglese "bubble" (bolla) e il nome dei due personaggi (Bubble Bobble). Il videogame in questione fu poi programmato da due programmatori, Ichiro Fujisue (ICH) e Nishiyori (NSO), e musicato da Tadashi Kimijima (KIM). La rivista Retro Gamer nel 2004, oltre a porre Bubble Bobble al 12º posto dei migliori giochi di tutti i tempi, ricorda come il tema musicale sia uno dei più memorabili.
Nel 1996 la Taito annunciò di aver smarrito i codici sorgente del gioco originale e ciò rese molto più complicato realizzare le successive conversioni.
Esiste un videogioco scarsamente conosciuto, dal titolo Chack'n Pop, che può essere definito come il progenitore di Bubble Bobble. Creato nel 1983 dalla Taito, Chack'n Pop non presenta grosse somiglianze a livello di gameplay con Bubble Bobble, ma è ricordato come il primo gioco in cui appaiano i Beluga (Monsta) e gli Stoner (Mighta), questi ultimi con la sola funzione di rappresentare il timer interno di ogni livello. Chack'n Pop è stato più volte omaggiato all'interno dei giochi della serie di Bubble Bobble, ad esempio il livello 29 di Bubble Bobble riproduce uno degli schemi di Chack'n Pop , mentre il livello 43 riproduce la sagoma di Chack'n.

## Conversioni

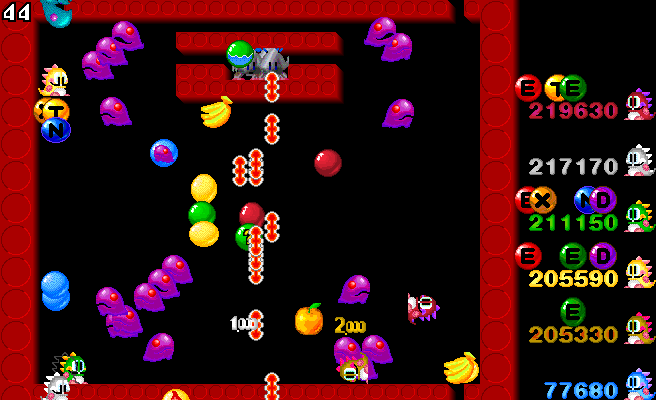
Uno screenshot tratto da The Bub's Brothers, clone libero di Bubble Bobble

Bubble Bobble è uno fra i giochi più convertiti in assoluto, ed è incluso in raccolte di classici.
| Computer | Console | Mobile              |
| --- | --- | ------------------- |
| - Commodore C64 (1987) - Atari ST (1987) - Commodore Amiga (1987) - Apple II (1987) - Amstrad CPC (1987) - MSX / MSX2 (1987) - Sharp X68000 (1989) - PC [MS-DOS, floppy 5,25"] (1989) - Sinclair ZX Spectrum (1991) - PC [MS-DOS, CD-ROM] (1996) - PC [Windows, CD-ROM] (2004) | - Nes Nintendo (1991) - Sega Master System (1988) - FM Towns Marty (1990) - Nintendo Game Boy (1991) - Sega Game Gear (1994) - Sega Saturn (1996) - Sony PlayStation (1996) - Nintendo Game Boy Advance (2003) - Sony PlayStation 2 (2005) - Nintendo DS (2005) - Nintendo Wii (2007) | Nokia N-Gage (2004) |

Numerose sono anche le imitazioni e remake.
Elenco di cloni arcade non autorizzati da Taito: Bobble Bobble, Super Bobble Bobble, Miss Bubble 2 (con sfondi sexy), Dream Land, Bubble Bobble: Lost Cave, Super Methane Bros..

## Serie
Bubble Bobble ha dato vita a una serie di sequel, in alcuni dei quali (Rainbow Islands ad esempio) il concetto è stato ripreso ma con una nuova veste. segue la cronologia delle edizioni:
| Bubble Bobble | Rainbow Islands | Puzzle Bobble / Bust-a-Move |
| --- | --- | --- |
| Principale - Bubble Bobble II (1994) - Bubble Memories: The Story of Bubble Bobble III (1996) - Bubble Bobble 4 Friends (2019) Altri - Bubble Bobble: Part 2 (1993) - Bubble Bobble: Old & New (2002) - Bubble Bobble Revolution (2005) - Bubble Bobble Evolution (2006) - Bubble Bobble Double Shot (2007) - Bubble Bobble for Kakao (2014) | - Rainbow Islands (1987) - Parasol Stars (1991) - Rainbow Islands Revolution (2005) - Rainbow Islands Evolution (2006) - Rainbow Islands: Towering Adventure! (2009) | - Puzzle Bobble (1994) - Puzzle Bobble 2 (1995) - Puzzle Bobble 3 (1996) - Puzzle Bobble 4 (1997) - Puzzle Bobble Mini (1999) - Puzzle Bobble Millennium (2000) - Super Puzzle Bobble (2000) - Super Puzzle Bobble 2 (2002) - Puzzle Bobble DS (2005) - Puzzle Bobble Bash! (2007) - Puzzle Bobble 3D: Vacation Odyssey (2021) |
| Remake / HD | | |
| - Bubble Bobble Plus! / Bubble Bobble Neo! (2009) - Bubble Bobble 4 Friends: The Baron's Workshop (2021) | | - Puzzle Bobble Everybubble! (2023) |

## Altri media
Il duo musicale italiano Two Fingerz ha dedicato al videogioco la canzone omonima, ultima traccia nell'EP Non prima delle 6:10.